# Шатонёф-де-Верну
Шатонёф-де-Верну́ (фр. Châteauneuf-de-Vernoux, окс. Châteauneuf de Vernoux) — коммуна во Франции, находится в регионе Рона — Альпы. Департамент коммуны — Ардеш. Входит в состав кантона Верну-ан-Виваре. Округ коммуны — Турнон-сюр-Рон.
Код INSEE коммуны — 07060.

## Население
Население коммуны на 2008 год составляло 194 человека.
| 1962 | 1968 | 1975 | 1982 | 1990 | 1999 | 2008 |
| ---- | ---- | ---- | ---- | ---- | ---- | ---- |
| 209  | 227  | 170  | 188  | 198  | 188  | 194  |

## Экономика
В 2007 году среди 131 человека в трудоспособном возрасте (15—64 лет) 95 были экономически активными, 36 — неактивными (показатель активности — 72,5 %, в 1999 году было 66,9 %). Из 95 активных работали 93 человека (54 мужчины и 39 женщин), безработными были 2 женщины. Среди 36 неактивных 9 человек были учениками или студентами, 17 — пенсионерами, 10 были неактивными по другим причинам.

## Фотогалерея

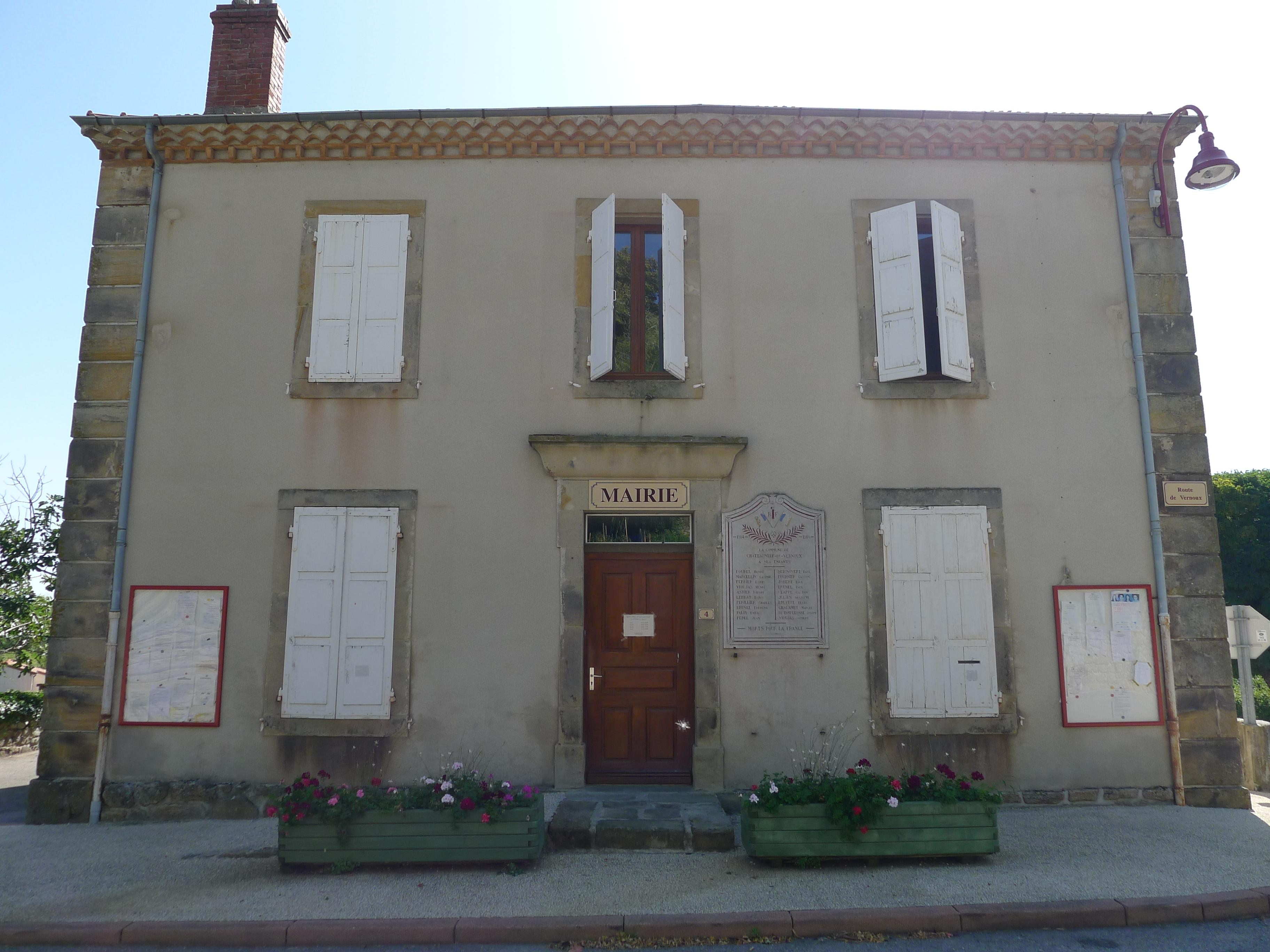
Мэрия
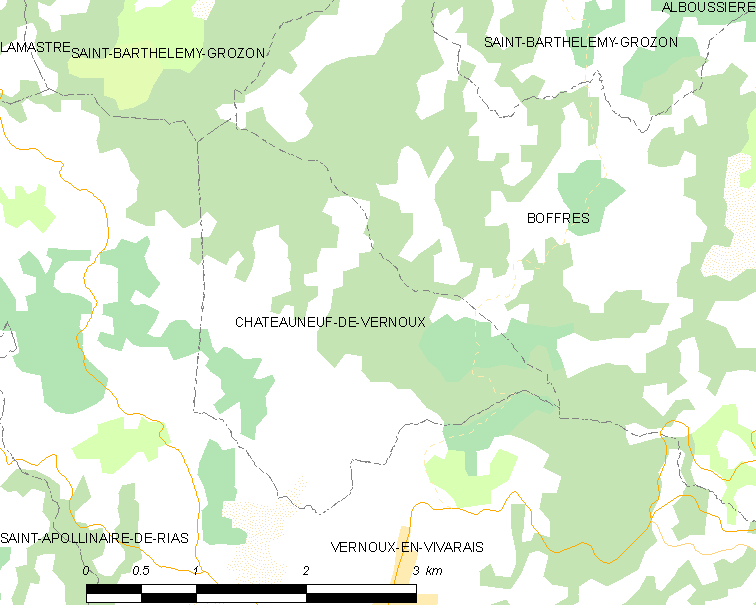
Карта коммуны